# Грабщина (Роменський район)
Гра́бщина — село в Україні, у Роменському районі Сумської області. Населення становить 309 осіб. Входить до складу Липоводолинської селищної громади.
Після ліквідації Липоводолинського району 19 липня 2020 року село увійшло до Роменського району.

## Географія
Село Грабщина розташоване на відстані 0.5 км від села Яганівка. По селу тече струмок, що пересихає із загатою.

## Історія
- Село постраждало внаслідок геноциду українського народу, проведеного урядом СРСР 1923—1933 та 1946–1947 роках, кількість встановлених жертв в Грабщині — 84 людей[2].
- До 2019 року орган місцевого самоврядування — Яганівська сільська рада.

## Економіка
- Фермерское господарство «Вишневий квіт».
- Фермерське господарство «Воля».
- Фермерське господарство «Кривозуб»